# Campeonato Europeu de Voleibol Masculino
O Campeonato Europeu de Voleibol Masculino é uma competição organizada pela Confederação Europeia de Voleibol (CEV) que reúne a cada dois anos as principais seleções de voleibol da Europa. Sua primeira edição foi em 1948. A diferença inicial entre campeonatos foi estabilizada a partir de 1975.

## Quadro de medalhas
| Ordem | País          | Medalha de ouro | Medalha de prata | Medalha de bronze | Total |
| ----- | ------------- | --------------- | ---------------- | ----------------- | ----- |
| 1     | Rússia        | 14              | 3                | 5                 | 22    |
| 2     | Itália        | 7               | 5                | 3                 | 15    |
| 3     | Chéquia       | 3               | 4                | 0                 | 7     |
| 4     | Sérvia        | 3               | 1                | 8                 | 12    |
| 5     | Polônia       | 2               | 5                | 4                 | 11    |
| 6     | França        | 1               | 4                | 2                 | 7     |
| 7     | Países Baixos | 1               | 2                | 2                 | 5     |
| 7     | Romênia       | 1               | 2                | 2                 | 5     |
| 9     | Espanha       | 1               | 0                | 0                 | 1     |
| 10    | Eslovênia     | 0               | 3                | 1                 | 4     |
| 11    | Bulgária      | 0               | 1                | 4                 | 5     |
| 12    | Hungria       | 0               | 1                | 1                 | 2     |
| 13    | Alemanha      | 0               | 1                | 0                 | 1     |
| 13    | Suécia        | 0               | 1                | 0                 | 1     |
| 15    | Grécia        | 0               | 0                | 1                 | 1     |

## MVP's
- 1948–1977 – Não houve premiação
- 1979 –  Vladimir Kondra
- 1983 –  Franco Bertoli
- 1985 –  Vyacheslav Zaytsev
- 1987 –  Philippe Blain
- 1989 –  Bengt Gustafsson
- 1991 –  Dmitriy Fomin
- 1993 –  Andrea Giani
- 1995 –  Andrea Giani
- 1997 –  Guido Görtzen
- 1999 –  Andrea Giani
- 2001 –  Ivan Miljković
- 2003 –  Andrea Sartoretti
- 2005 –  Alberto Cisolla
- 2007 –  Semen Poltavskiy
- 2009 –  Piotr Gruszka
- 2011 –  Ivan Miljković
- 2013 –  Dmitriy Muserskiy
- 2015 –  Antonin Rouzier
- 2017 –  Maxim Mikhaylov
- 2019 –  Uroš Kovačević
- 2021 –  Simone Giannelli
- 2023 –  Wilfredo León